# Chad & Jeremy
Chad & Jeremy was een Brits zangduo, bestaande uit Chad Stuart, echte naam David Stuart Chadwick, (Windermere, 10 december 1941 - 20 december 2020) en Jeremy Clyde, echte naam Michael Thomas Jeremy Clyde, (Dorney, 22 maart 1941), dat in 1962 begon te werken en hun eerste hit in het Verenigd Koninkrijk had met Yesterday's Gone (1963). Dat nummer werd het jaar daarop een hit in de Verenigde Staten als onderdeel van de Britse invasie. In tegenstelling tot de rockmuziek van hun leeftijdsgenoten, traden Chad & Jeremy op in een zachte, folk-verbogen stijl die wordt gekenmerkt door gedempte en gefluisterde zang. Het duo had een reeks hits in de Verenigde Staten, waaronder Willow Weep for Me, Before and After en hun grootste hit A Summer Song. Na enkele commerciële mislukkingen en uiteenlopende persoonlijke ambities, ontbonden Chad & Jeremy in 1968.
Chad Stuart bleef in de muziekindustrie werken, terwijl Jeremy Clyde film- en toneelacteur werd. In het begin van de jaren 1980 kwam het duo weer bij elkaar om een nieuw album op te nemen en concerten te geven, waaronder een nostalgische tournee met meerdere bands van de Britse invasie. Na weer een lange periode van scheiding begonnen Chad & Jeremy in de vroege jaren 2000 weer op te treden en ontwikkelden ze een semi-regelmatig tourneeschema voor vele jaren. Stuart ging in 2016 met pensioen en overleed op 20 december 2020, terwijl Clyde doorgaat met toeren en opnemen als soloartiest..

## Jeugd
Chad Stuart werd geboren als David Stuart Chadwick op 10 december 1941 in Windermere, Westmorland, en Jeremy Clyde werd geboren als Michael Thomas Jeremy Clyde op 22 maart 1941 in Dorney, Buckinghamshire. De twee ontmoetten elkaar tijdens het bijwonen van de London's Central School of Speech and Drama. Chad leerde Jeremy gitaar spelen en in 1962 traden ze samen op als folkduo. Ze vormden ook een nevenproject, de rock-'n-roll-band The Jerks. Na hun afstuderen aan de toneelschool, werden beide muziekgroepen opgegeven toen Clyde naar Schotland vertrok om voor een korte periode te werken bij het Dundee Repertory Theatre en Stuart in de muziekindustrie als kopiist en leerling-arrangeur. Toen Clyde terugkeerde, hervatte het paar hun folkact.

## Biografie

### Vroege carrière
Chad & Jeremy traden regelmatig op in Londen in het kelderkoffiehuis Tina's, waar ze werden ontdekt door John Barry. De invloedrijke componist bezorgde hen al snel een contract bij het kleine Brits platenlabel Ember. Hun eerste single was Yesterday's Gone, een compositie van Stuart die hun enige hit in het Verenigd Koninkrijk werd en in december 1963 nummer 37 bereikte.
Terwijl het duo dit nummer opnam, ontwikkelden ze hun kenmerkende 'fluisterende' zangstijl. Ze ontwikkelden een stijl waarin Jeremy meestal de melodie zong terwijl Chad de hogere harmonieën zong.

### De Britse invasiejaren
In 1964 arriveerden Chad & Jeremy in de Verenigde Staten als onderdeel van de Britse invasie. Hoewel hun folkliederen en door strijkers gesteunde ballads weinig gelijkenis vertoonden met de rockmuziek van de meeste van hun collega's, werden ze geaccepteerd in de Verenigde Staten. Yesterday's Gone werd in de Verenigde Staten uitgebracht door het kleine platenlabel World Artists Records en steeg naar nummer 21 in de Billboard Hot 100. Hun tweede Amerikaanse single A Summer Song (geproduceerd door Shel Talmy) was een verrassingshit die Chad & Jeremy als albumtrack hadden bedoeld. World Artists bracht het op 17 oktober 1964 echter uit als single en het steeg naar nummer 7 in de Billboard Hot 100.
Ze werden de meest rendabele act van World Artists. De volgende single was een coverversie van de standard Willow Weep for Me van Ann Ronell (geproduceerd door Shel Talmy), die nummer 15 bereikte in de Amerikaanse Hot 100 en nummer 1 in de Easy Listening-hitlijst. Alle drie de hits stonden op hun debuutalbum Yesterday's Gone uit 1964, dat 39 weken in de Billboard 200 doorbracht en uiteindelijk piekte op nummer 22.

#### 1965
In januari 1965 waren Chad & Jeremy in gesprek met het grote label Columbia Records. Op 27 maart tekenden ze een contract dat Columbia de controle gaf over alle opnamen van Chad & Jeremy, met terugwerkende kracht tot 1 januari 1965. Voor het einde van 1964 had het duo echter een nieuwe reeks opnamen gemaakt, waardoor de kleinere labels een achterstand aan materiaal hadden om in de daaropvolgende maanden uit te brengen. De eerste single If I Loved You van World Artists uit 1965, een theaternummer van Rodgers en Hammerstein, bereikte in april de Amerikaanse nummer 23. Hun vervolgsingles waren minder succesvol: What Do You Want With Me van Stuart en Clyde piekte in mei op nummer 51 in de Verenigde Staten en een cover van From a Window van Lennon en McCartney bereikte in juli nummer 97 in de Verenigde Staten. De laatste twee nummers zijn opgenomen op het tweede World Artists-album Chad & Jeremy Sing For You (1965) van het duo.
Columbia bracht in juni snel het nieuwe album Before and After uit. Het titelnummer Before and After piekte vrijwel onmiddellijk op nummer 17 in de Verenigde Staten. Dat werd slechts een paar maanden later gevolgd door I Don't Want to Lose You Baby. Het titelnummer werd gecomponeerd door Van McCoy en ging vooraf aan het album als een zomersingle, die in augustus piekte op nummer 35 in de Verenigde Staten. De volgende single I Have Dreamed piekte op nummer 91 in november en op nummer 22 in de Easy Listening-hitlijst. Chad & Jeremy kregen enige aandacht in Zweden toen de B-kant Should I van I Have Dreamed (geschreven door het paar) werd gecoverd door The Hep Stars in een versie die begin 1966 de top-5 in Zweden bereikte.
Het duo ging halverwege 1965 een jaar op pauze toen Clyde een acteerrol accepteerde in een Londense toneelproductie van The Passion Flower Hotel.
Nadat Stuart een album in Londen had voltooid - waarvan het meeste werd geschrapt - keerde hij terug naar de Verenigde Staten en begon hij met zijn vrouw Jill aan muziek te werken. Als Chad & Jill voerden ze de Chad & Jeremy-nummers I Don't Want to Lose You Baby en Funny How Love Can Be uit in de tv-show Shindig! in september. Eind november regelde Columbia dat Chad & Jill opnieuw op televisie zouden zingen, dit keer met een vertolking van de folkmuziekstandard The Cruel War bij Hullabaloo.

#### 1966
Clyde keerde na ongeveer negen maanden terug uit Londen. In februari speelden Chad & Jeremy op het Sanremo Music Festival in 1966, waar ze een versie zongen van de compositie Adesso sì van Sergio Endrigo, die als single werd uitgebracht door CBS Italië. Rond dezelfde tijd bracht Columbia de nieuwe single Teenage Failure uit van het album Dylanesque van Chad & Jeremy in de Verenigde Staten, die piekte op nummer 131. In april bracht Columbia The Cruel War uit van Chad & Jill als een single die werd ondersteund met I Can't Talk to You. De single bereikte nummer 110 in de Billboard Bubbling Under Hot 100.
Chad & Jeremy begonnen weer serieus te werken en namen het album Distant Shores op, dat in augustus 1966 werd uitgebracht. De titelsong werd gecomponeerd door hun bassist James William Guercio, die later bekendheid genoot als producent van Chicago en Blood Sweat & Tears. Distant Shores was hun laatste Top 40-hit, die in augustus nummer 30 bereikte, terwijl de tweede single You Are She in november piekte op nummer 87.
Chad & Jeremy waren veel populairder in de Verenigde Staten dan in het Verenigd Koninkrijk. Het duo had 11 nummers die tussen 1964 en 1966 de Amerikaanse Hot 100 binnenkwamen, waarvan er zeven een hoogtepunt bereikten in de Top 40. In februari 1966 zei het Britse muziektijdschrift NME dat het duo het Amerikaanse staatsburgerschap had aangevraagd en dat ze als Amerikaans staatsburger in aanmerking zouden komen voor militaire dienstplicht en dat ze niet wilden vechten in de oorlog in Vietnam. De praktische aspecten van het voortdurend vernieuwen van Amerikaanse werkvergunningen waren problematisch.

### Eind jaren zestig en ontbinding
Toen The Beatles in 1967 met hun album Sgt. Pepper's Lonely Hearts Club Band in de popmuziek een andere weg insloegen, veranderden ook Chad & Jeremy hun Britse softbeat. Eind 1967 brachten Chad & Jeremy het psychedelische album Of Cabbages and Kings uit als Chad Stuart and Jeremy Clyde en het vervolg The Ark uit 1968. De albums kregen lovende kritieken, maar waren commerciële mislukkingen.
In 1968 werkten ze samen voor de filmsoundtrack van Three in the Attic met Christopher Jones en Yvette Mimieux in de hoofdrol. Ze namen verschillende nieuwe nummers op voor de film en Stuart componeerde een instrumentale achtergrondmuziek. De complete soundtrack werd in 1969 in de Verenigde Staten uitgebracht bij Sidewalk Records en bevat de versie van het duo van Paxton's Song (Smoke), dat door Jones in de film werd gezongen. Tegen het einde van 1968 was de werkrelatie tussen Stuart en Clyde echter ontbonden.

### Reünie in de jaren 1980
Na de splitsing keerde Clyde terug naar Engeland en ging hij fulltime werken. Hij genoot groot succes en keerde verschillende keren terug naar New York in theaterproducties op Broadway. In 1970 kreeg hij een goed ontvangen hoofdrol in Conduct Unbecoming in het Ethel Barrymore Theatre. Stuart bleef in de Verenigde Staten met plannen om verder te gaan in de muziekindustrie in achtergrondrollen zoals arrangement en productie. Zijn eerste baan was muziekdirecteur voor de televisieshow van The Smothers Brothers en hij diende later als stafproducent voor A&M Records. Het paar ontmoette elkaar weer in 1977 om een paar demo's op te nemen, maar de samenwerking was van korte duur en er werden geen opnamen uitgebracht.
In 1982 kwamen Chad & Jeremy weer samen om het album Chad Stuart & Jeremy Clyde op te nemen, dat het jaar daarop werd uitgebracht bij het door MCA gedistribueerde label Rocshire Records. Plannen voor een tweede album in 1984 vorderden toen het label plotseling failliet ging. Het paar speelde in de West End-productie van Pump Boys and Dinettes van 1984 tot 1985.
Chad & Jeremy keerden in 1986 terug naar de Verenigde Staten voor een reünietournee van de Britse invasie en speelden in zes weken tijd in 33 steden, samen met Freddie & the Dreamers, Gerry & the Pacemakers, The Searchers en The Mindbenders.
In 1987 gaven Chad & Jeremy een residentie van twee weken in Harrah's in Lake Tahoe, Nevada, voordat ze weer afscheid namen.

### Jaren 2000 en later
In 2002 was Stuart in zijn privéstudio het uitbrengen van een opname van de verbintenis van Harrah aan het voorbereiden toen Clyde hem bezocht en de twee namen een nieuwe versie op van Yesterday's Gone als bonusnummer voor het album In Concert (The Official Bootleg). In 2003 herenigde PBS Chad & Jeremy in de Pop-Rock Reunion-special uit de jaren 1960, die het jaar daarop ook leidde tot een concerttournee. Ze namen een aantal van hun nummers uit de jaren 1960 opnieuw op en noemden het resulterende album Ark-eology, dat werd uitgebracht in 2008 op de 40e verjaardag van The Ark. Chad & Jeremy traden in januari 2009 op op het Sundance Film Festival in Park City. In september 2010 markeerden Chad & Jeremy de verjaardag van hun eerste ontmoeting met de cd Fifty Years On in beperkte oplage.
Na 15 jaar semi-regelmatig toeren, trok Stuart zich terug in zijn huis in Sun Valley. Clyde toert nu als soloartiest met een begeleidingsband, waarbij hij Chad & Jeremy-nummers verweven met nieuwere muziek uit zijn eigen multi-albumserie The Bottom Drawer Sessions. Hij toert ook als onderdeel van een duo en geeft nostalgische concerten met een van zijn oudste vrienden, Peter Asher van Peter & Gordon.

## Televisiewerk
Halverwege de jaren 1960 maakten Chad & Jeremy verschillende gastoptredens op televisie. Ze portretteerden het fictieve zangduo The Redcoats (Freddy en Ernie) in de aflevering van de sitcom The Dick Van Dyke Show op 10 februari 1965, die de Beatlemania hekelde. I Don't Want No Other Baby But You en My, How the Time Goes By waren te horen in die aflevering. Een week later verschenen ze in The Patty Duke Show als Nigel & Patrick, een onbekend Brits zangduo dat promotie nodig had, en zongen het nummer The Truth Often Hurts The Heart (tweemaal), dat om onverklaarbare redenen nooit als single werd uitgegeven.
Ze waren gaststerren in de aflevering That's Noway, Thataway van de tv-serie Laredo, voor het eerst uitgezonden op 20 januari 1966, waarin ze berooide Engelse acteurs speelden die door het Oude Westen reisden. De aflevering was bedoeld als een pilot voor de Chad & Jeremy tv-show Paleface, maar werd nooit geproduceerd.
Het duo verscheen als zichzelf in de afleveringen The Cat's Meow en The Bat's Kow Tow van de tv-serie Batman in december 1966, met gastster Julie Newmar als Catwoman. In deze tweedelige verhaallijn omvat het masterplan van Catwoman het 'stelen' van de stemmen van Chad & Jeremy. Tijdens The Bat's Kow-Tow zong het duo Distant Shores en Teenage Failure.
Individueel was Stuart een beetje stemacteur en leende hij zijn stem aan een gier in Walt Disney's film The Jungle Book uit 1967. In hetzelfde jaar verscheen Clyde alleen in een aflevering van seizoen 8 van My Three Sons.

## Overlijden
Stuart overleed op 20 december 2020 aan een longontsteking na een val.

## Discografie
| Jaar | Songs (A- en B-kanten) Beide kanten van hetzelfde album behalve waar aangegeven | VKSinglehitlijst | Canada RPM 100 | VS Hot 100 | VS Easy Listening | Album                                                          |
| ---- | ------------------------------------------------------------------------------- | ---------------- | -------------- | ---------- | ----------------- | -------------------------------------------------------------- |
| 1963 | Yesterday's Gone Lemon Tree (van More Chad & Jeremy)                            | 37               | –              | 21         | –                 | Yesterday's Gone                                               |
| 1964 | Like I Love You Today Early in the Morning (Non-lp nummer)                      | –                | –              | –          | –                 | Yesterday's Gone                                               |
| 1964 | A Summer Song No Tears for Johnnie                                              | –                | 6              | 7          | 2                 | Yesterday's Gone                                               |
| 1964 | Willow Weep for Me If She Were Mine                                             | –                | 13             | 15         | 1                 | Yesterday's Gone                                               |
| 1965 | If I Loved You Donna, Donna (van Chad & Jeremy Sing for You)                    | –                | 16             | 23         | 6                 | The Best of Chad & Jeremy                                      |
| 1965 | What Do You Want with Me? b/w A Very Good Year (van More Chad & Jeremy)         | –                | 5              | 51         | 9                 | Chad & Jeremy Sing for You                                     |
| 1965 | Before and After Fare Thee Well (I Must Be Gone)                                | –                | –              | 17         | 4                 | Before and After                                               |
| 1965 | From a Window My Coloring Book                                                  | –                | –              | 97         | –                 | Chad & Jeremy Sing for You                                     |
| 1965 | I Don't Wanna Lose You Baby Pennies (Non-lp nummer)                             | –                | 13             | 35         | –                 | I Don't Want to Lose You Baby                                  |
| 1965 | September in the Rain Only for the Young                                        | –                | –              | –          | –                 | Yesterday's Gone                                               |
| 1965 | I Have Dreamed Should I                                                         | –                | –              | 91         | 22                | I Don't Want to Lose You Baby                                  |
| 1966 | Teenage Failure Early Mornin' Rain (van Distant Shores)                         | –                | –              | –          | –                 | Non-album single                                               |
| 1966 | Distant Shores Last Night (Non-lp nummer)                                       | –                | 16             | 30         | –                 | Distant Shores                                                 |
| 1966 | You Are She I Won't Cry                                                         | –                | –              | 87         | –                 | Distant Shores                                                 |
| 1966 | Adesso Sì Nessuno Più Di Me                                                     | –                | –              | -          | –                 | Non-album single; alleen Italië (Sanremo Music Festival, 1966) |
| 1967 | Painted Dayglow Smile Editorial (zang) (van Of Cabbages and Kings)              | –                | –              | –          | –                 | The Ark                                                        |
| 1968 | Sister Marie Rest in Peace (van Of Cabbages and Kings)                          | –                | –              | –          | –                 | Non-album single                                               |
| 1969 | Paxton Quigley's Had the Course You Need Feet (You Need Hands)                  | –                | –              | –          | –                 | The Ark                                                        |
| 1983 | Zanzibar Sunset Dreams                                                          | –                | –              | –          | –                 | Chad Stuart & Jeremy Clyde                                     |

### Studioalbums
- 1964, 1965: Yesterday's Gone - uitgebracht in Groot-Brittannië als Chad & Jeremy Sing For You
- 1965, 1966: Chad & Jeremy Sing for You - uitgebracht in Groot-Brittannië als Second Album
- 1965: Before and After
- 1965: I Don't Want to Lose You Baby
- 1966: Distant Shores
- 1967: Of Cabbages and Kings
- 1968: The Ark
- 1968: 3 in the Attic
- 1983: Chad Stuart & Jeremy Clyde
- 2008: Ark-eology
- 2010: Fifty Years On

### Livealbum
- 2002: In Concert (The Official Bootleg)

### Compilaties
- 1966: The Best of Chad & Jeremy (Capitol)
- 1990: The Best of Chad & Jeremy (K-Tel)
- 2000: The Very Best of Chad & Jeremy (Varèse Sarabande)
- 2016: Yesterday's Gone: The Complete Ember & World Artists Recordings (RPM)